# 蛋白質體
蛋白質體（英語：Proteinoplast, proteoplast, aleuroplast, aleuronaplast），又稱造蛋白體、蛋白體，是植物細胞中的一種質粒體，又可細分為白色體的一種，主要功能為儲存結晶形式的蛋白質，亦可作為和這些蛋白質相關的酵素反應的部位。
蛋白質體雖在1960、1970年代就被辨認出來，人們對它的認識卻非常少，甚至尚不確定它是不是特化的儲存胞器，如同澱粉體之於澱粉和油粒體之於脂質。一本寫於2007年的書提到過去25年來沒有任何一篇發表的論文提到蛋白質體。「蛋白質體」的說法也漸漸不被使用。

## 分布與形態
蛋白質體是一種特化的白色體，主要功能為蛋白質的儲存及提供與涉及這些蛋白質的酵素作用部位。蛋白質體常被發現於分生組織、表皮和根冠細胞中，也常在種子中出現，如花生和巴西堅果的種子。
和其他質粒體一樣，蛋白質體含有環狀DNA。根據內共生理論，質粒體可能起源於早期原核生物和真核細胞的共生。
除了蛋白質體之外，特化為儲存功能的白色體還有澱粉體（儲存澱粉）和油粒體（儲存脂質）。

## 相關
除了蛋白質體之外，糊粉粒也是常見於植物細胞的蛋白質儲存形式，例如禾本科植物種子胚乳外層特化的糊粉層細胞中便有許多糊粉粒。糊粉粒是液泡特化成的胞器，內含蛋白質與脂質組成的結晶狀物質，以及無機鹽與其他有機物形成的結晶。